# San Cristobal, Kuba
San Cristobal är en ort i Kuba.   Den ligger i provinsen Artemisa, i den västra delen av landet, 80 km sydväst om huvudstaden Havanna. San Cristobal ligger 48 meter över havet och antalet invånare är 59 579.
Terrängen runt San Cristobal är platt åt sydost, men åt nordväst är den kuperad. Runt San Cristobal är det ganska tätbefolkat, med 90 invånare per kvadratkilometer. San Cristobal är det största samhället i trakten. Trakten runt San Cristobal består till största delen av jordbruksmark.